# Андрей Бродер
Андрей Зара Бродер (івр. אנדרי זרי ברודר) — румунсько-американський науковець у Гуглі, науковий співробітник та віце-президент обчислювальної реклами для компанії Yahoo!, а також віце-президент з досліджень AltaVista. Він також працював у дослідницькому центрі IBM як ведучий інженер і головний технічний директор Інституту IBM для пошуку та аналізу тексту.

## Походження та навчання
Андрей Бродер народився в Бухаресті (Румунія) в 1953 році. Його батьки були лікарями, а батько — відомим онкологічним хірургом.
Вони емігрували до Ізраїлю в 1973 році, коли Бродер навчався на другому курсі коледжу в Румунії на факультеті  електроніки Бухарестського політехнічного університету. Він вступив на ЕЕ-відділ Техніону — ізраїльського технологічного інституту. Бродер закінчив цей виш у 1977 році, здобувши ступінь бакалавра з відзнакою. Потім він був прийнятий до програми PhD в Стенфорді, де він спочатку планував працювати в системній сфері. Його першим радником був професор Джон Лерой Геннессі.
Отримавши «високий прохід» за добре кваліфікованими алгоритмами, професор Дональд Кнут, вже лауреат премії Тюрінга і переможець Національної медалі, запропонував йому спрівпрацю. Бродер завершив свою докторську дисертацію у Дональда Кнута в 1985 році.

## Наукова кар'єра
Потім Андрей Бродер вступив до нещодавно заснованого Center Systems Research Center в Пало-Альто. У DEC SRC Андрей був залучений до AltaVista  з самого початку, допомагаючи йому працювати з дубльованими документами та спамом. Коли компанія AltaVista відійшла від Compaq, яку придбав DEC, Андрей Бродер став його технічним директором, а потім головним науковим співробітником та віце-президентом з досліджень. У 2002 році він приєднався до IBM Research в Нью-Йорку, щоб побудувати свій пошуковий продукт.
У 2005 році він повернувся до Силіконової долини та вебіндустрії, як співробітник Yahoo та віце-президент. Там він заклав основи нової дисципліни: обчислювальної рекламної діяльності, науки про відповідність реклами користувачам і контекстів. У Yahoo, Андрей Бродер також допоміг побудувати Yahoo! Дослідження (Yahoo! Research) в одній з провідних вебдослідницьких організацій.
У 2012 році Андрей Бредер перейшов до Google як ведучий вчений, де він переключив увагу на інший аспект WWW досвіду, широкомасштабної персоналізації.

## Наукові досягнення
У 1989 році він відкрив (незалежно від Девіда Олдоса) алгоритм генерації єдиного дерева обкладинки заданого графа.
За останні п'ятнадцять років Андрей Бродер розробив декілька алгоритмів систем і концепцій, принципових для науки та технології на www. Деякі з основних моментів включають: в 1997 році, Бродер керував розробкою першого практичного рішення для пошуку майже дубльованих документів у вебмасштабах, використовуючи «шінглінг», щоб зменшити проблему до проблеми з перехрестям і «мін-хешування» або побудувати «нариси» наборів.
Це був новаторський проект у сфері район-чутливого хешування. У 1998 році він винайшов перший практичний тест, щоб запобігти маскарування роботів від маскування під людину під час доступу до вебсайтів, часто називають CAPTCHA. У 2000 році Андрей Бродер, то на Altavista, спільно з колегами з IBM та DEC SRC, провели перший масштабний аналіз вебграфіку та визначили модель стрільби вебграфа. Приблизно у 2001—2002 роках Бродер опублікував уявний фрагмент, в якому він охарактеризував відмінності між класичним інформаційним пошуком та пошуком в Інтернеті та представив зараз широко прийняту класифікацію вебзапитів у навігаційну, інформаційну та транзакційну.

## Нагороди та почесні звання
Андрей Бродер є співробітником Асоціації обчислювальної техніки та Інституту інженерів з електротехніки та електроніки (IEEE).
Він був одним з лауреатів Премії Канеллакіса у 2012 році за свою роботу з мін-хешуванням.